# Apina callisto
Apina callisto là một loài bướm đêm trong họ Noctuidae.

## Hình ảnh

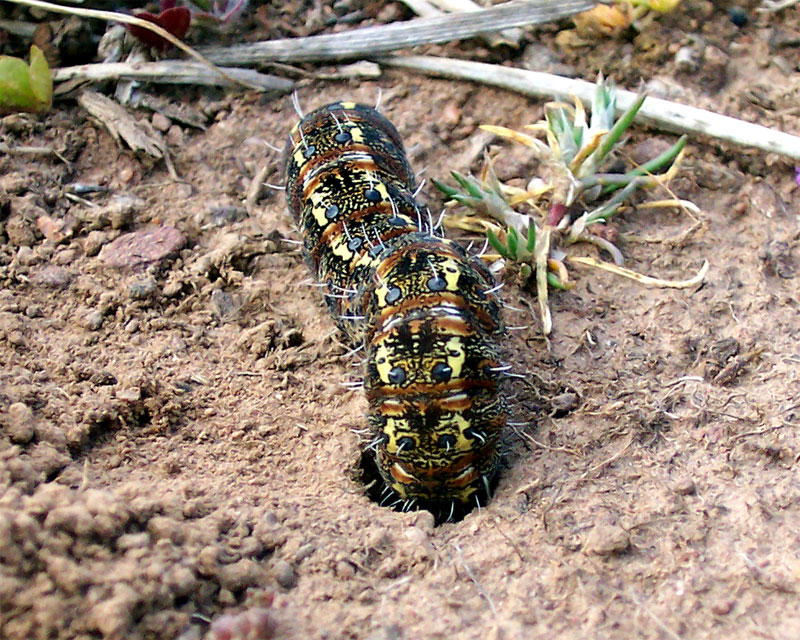
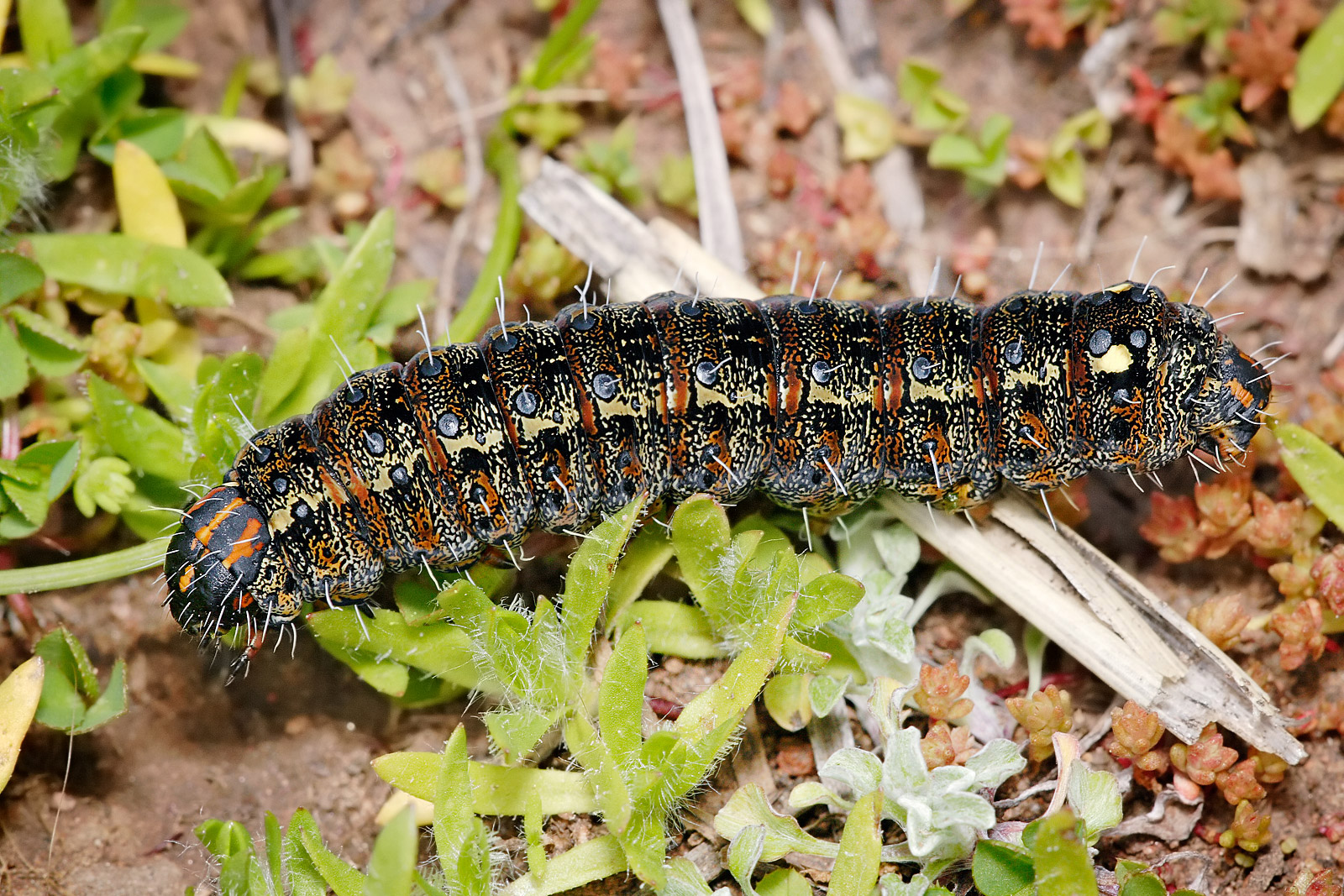
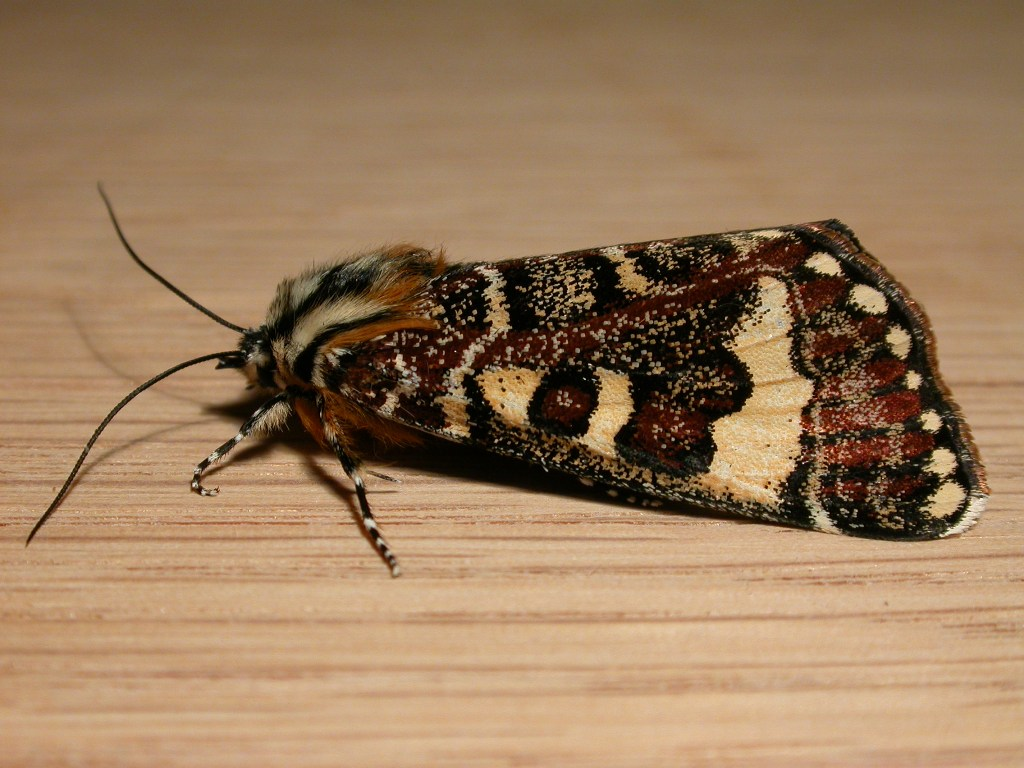
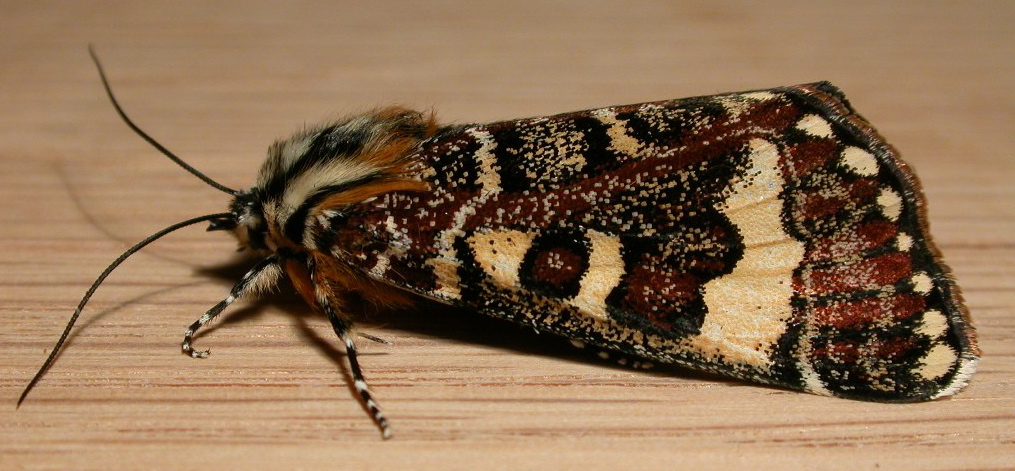